# アドマイヤボス
アドマイヤボス（欧字名:Admire Boss、1997年5月9日 - ）は、日本の競走馬、種牡馬。主な勝ち鞍に2000年のセントライト記念。
全兄に1999年の東京優駿などを優勝したアドマイヤベガ、半弟に2001年の朝日杯フューチュリティステークス、2004年のフェブラリーステークスなどを優勝したアドマイヤドンがいる。

## 競走馬時代

### 2000年
父サンデーサイレンス・母ベガの良血に加え、1歳上の全兄アドマイヤベガが東京優駿を制したことから脚光を浴びたが、体質の弱さからデビューは遅れた。デビューを迎えたのは2000年7月23日で、既に3歳の夏であった。横山典弘が騎乗し、函館ダート1700mの未勝利戦に出走した本馬は、経験馬相手に0.7秒差で勝利した。その後8月の知床特別では2着となり、迎えたセントライト記念では、実績馬を抑えて単勝2番人気に推された。
レースでは後藤浩輝が騎乗し、3コーナーからまくり気味に進出すると、1番人気の2着トーホウシデン、3着ジョウテンブレーヴを抑えて、デビュー3戦目で重賞を制覇した。次走は菊花賞ではなく、やや脚元に不安があるため、馬の成長を重視する橋田の方針でアルゼンチン共和国杯に出走した。しかしここでは、現役生活を通じて自己最悪の10着に敗れた。
アルゼンチン共和国杯前から有馬記念を目指すことを公言していた為、有馬記念のファン投票では12位と票を集めた。有馬記念では、デビュー当初から本馬を気にかけていたという武豊を鞍上に迎え、単勝6番人気で出走した。圧倒的1番人気のテイエムオペラオーを外からマークする形レースを進め、0.2秒差の5着に入った。

### 2001年
産経大阪杯から始動し、トーホウドリームの3着に敗れた。距離適性などから動向が注目された次走は、天皇賞（春）を選択した。前年の菊花賞を回避した際に、橋田が「淀の坂越え」のきつさを挙げていたため、人気は集めなかったが、後方から足を伸ばしてテイエムオペラオーから0.5秒差の5着に入った。この年3走目の宝塚記念では、ケント・デザーモを鞍上に迎え4番人気に支持された。レースではこれまでより積極的に先行したが、直線で失速してメイショウドトウから0.6差の6着、勝ちきれないままに春を終えたことで、重賞勝ち馬ながら1600万下へ降級となった。
秋は10月京都の1600万下条件特別のレースである比叡ステークスから始動、単勝1.3倍と圧倒的1番人気に推されたが、上がり馬トウカイオーザのクビ差2着に敗れた。次走アルゼンチン共和国杯も、1番人気ながら同馬の5着と敗れている。その後前年に続いて有馬記念出走を目指していたが、故障が発覚して回避、翌春からの種牡馬入りが決まった。

## 競走成績
以下の内容は、netkeiba.comおよびJBISサーチに基づく。
| 年月日     | 競馬場 | 競走名               | 格   | 頭数 | 枠番 | 馬番 | オッズ （人気） | オッズ （人気） | 着順 | 騎手       | 斤量 | 距離（馬場）  | タイム （上り3F） | 着差 | 勝ち馬/（2着馬）   |
| ---------- | ------ | -------------------- | ---- | ---- | ---- | ---- | --------------- | --------------- | ---- | ---------- | ---- | ------------- | ----------------- | ---- | ------------------ |
| 2000.07.23 | 函館   | 4歳未勝利            |      | 10   | 7    | 8    | 01.4            | （1人）         | 01着 | 横山典弘   | 55kg | ダ1700m（重） | 1:47.0（37.8）    | -0.7 | （フェザークルー） |
| 0000.08.20 | 札幌   | 知床特別             | 500  | 16   | 7    | 14   | 02.0            | （1人）         | 02着 | 後藤浩輝   | 55kg | 芝2000m（良） | 2:01.2（35.4）    | -0.1 | フサイチソニック   |
| 0000.09.17 | 中山   | セントライト記念     | GII  | 13   | 4    | 5    | 03.5            | （2人）         | 01着 | 後藤浩輝   | 56kg | 芝2200m（重） | 2:16.9（37.7）    | -0.1 | （トーホウシデン） |
| 0000.11.05 | 東京   | アルゼンチン共和国杯 | GII  | 16   | 5    | 10   | 03.6            | （1人）         | 10着 | 蛯名正義   | 55kg | 芝2500m（良） | 2:34.9（34.8）    | -1.0 | マチカネキンノホシ |
| 0000.12.24 | 中山   | 有馬記念             | GI   | 16   | 7    | 14   | 19.3            | （6人）         | 05着 | 武豊       | 55kg | 芝2500m（良） | 2:34.3（36.6）    | -0.2 | テイエムオペラオー |
| 2001.04.01 | 阪神   | 産経大阪杯           | GII  | 14   | 8    | 13   | 13.6            | （5人）         | 03着 | 後藤浩輝   | 58kg | 芝2000m（良） | 1:58.7（35.6）    | -0.3 | トーホウドリーム   |
| 0000.04.29 | 京都   | 天皇賞（春）         | GI   | 12   | 8    | 11   | 21.6            | （5人）         | 05着 | 後藤浩輝   | 58kg | 芝3200m（良） | 3:16.7（35.6）    | -0.5 | テイエムオペラオー |
| 0000.06.24 | 阪神   | 宝塚記念             | GI   | 12   | 8    | 11   | 13.8            | （4人）         | 06着 | K.デザーモ | 58kg | 芝2200m（良） | 2:12.3（35.7）    | -0.6 | メイショウドトウ   |
| 0000.10.20 | 京都   | 比叡S                | 1600 | 10   | 2    | 2    | 01.3            | （1人）         | 02着 | 横山典弘   | 57kg | 芝2400m（良） | 2:25.6（35.6）    | -0.0 | トウカイオーザ     |
| 0000.11.04 | 東京   | アルゼンチン共和国杯 | GII  | 10   | 8    | 10   | 02.9            | （1人）         | 05着 | 後藤浩輝   | 55   | 芝2500m（稍） | 2:32.7（37.5）    | -0.7 | トウカイオーザ     |

## 引退後

### 種牡馬時代
2002年から日高軽種馬農協の門別種馬場で種牡馬生活を開始した。比較的安価な種付け料で、初年度から130頭を超える繁殖牝馬を集めた。しかし、2005年に中央でデビューできた産駒はそれ程多くなかった。初年度産駒の中からアドマイヤスバルが白山大賞典を制したものの種付け頭数は減少していたが、2005年に全兄のアドマイヤベガが死亡したために代替種牡馬として需要が生じ、一時種付け頭数が増加した。2009年にアイアンルックが毎日杯を制し、産駒が中央重賞初勝利を挙げた。その後再び種付け頭数は減少し、2010年の種付けシーズン終了後に種牡馬を引退となった。

### 種牡馬引退後
種牡馬を引退すると、ノーザンホースパークで乗馬となった。その後、2015年8月からは茨城県龍ケ崎市にある乗馬クラブ、クレイン竜ケ崎に繋養され乗馬として働いていた。2018年7月20日付茨城新聞にてバランスオブゲームと共に乗馬クラブでの活躍が確認できた。
2022年3月現在、クレインの公式サイトの繋養馬一覧に名前を確認することはできない。2021年6月時点で乗馬クラブにはおらず、2022年頃に養老牧場で亡くなったともいわれるが出典はない。

### グレード制重賞優勝馬
- 2003年産
  - アドマイヤスバル（白山大賞典）[11]
- 2006年産
  - アイアンルック（毎日杯）[12]
- 2010年産
  - クリノスターオー（平安ステークス、シリウスステークス、アンタレスステークス）[13]

### 地方重賞優勝馬
- 2003年産
  - マツリダアーティス（ジュニアグランプリ）[14]
- 2004年産
  - ボスアミーゴ（ジュニアグランプリ、オパールカップ、きんもくせい賞、せきれい賞）[15]
  - マツノショウマ（ヤングチャンピオン、ゴールドジュニア、百万石賞）[16]
  - ミカワノボス（サラブレッド大賞典）[17]
- 2008年産
  - ナナクサ（東海クイーンカップ）[18]

### 中央競馬年度別繁殖成績表
| 年     | 出走 | 出走 | 勝利 | 勝利 | 順位 | AEI  | 収得賞金        | 年間活躍馬       |
| 年     | 頭数 | 回数 | 頭数 | 回数 | 順位 | AEI  | 収得賞金        | 年間活躍馬       |
| ------ | ---- | ---- | ---- | ---- | ---- | ---- | --------------- | ---------------- |
| 2005年 | 23   | 64   | 3    | 3    | 158  | 0.37 | 5584万8000円    | アドマイヤスバル |
| 2006年 | 44   | 207  | 12   | 15   | 67   | 0.75 | 2億1543万8000円 | リキサンポイント |
| 2007年 | 36   | 179  | 8    | 11   | 72   | 0.91 | 2億1542万4000円 | アドマイヤスバル |
| 2008年 | 40   | 206  | 8    | 8    | 74   | 0.86 | 2億1590万7000円 | アドマイヤスバル |
| 累計   | 88   | 650  | 20   | 37   | -    | 0.52 | 7億0243万7000円 | -                |

※2008年終了時点。

## 血統表
| アドマイヤボスの血統サンデーサイレンス系／（Almahmoud4×5=9.38%） | アドマイヤボスの血統サンデーサイレンス系／（Almahmoud4×5=9.38%） | アドマイヤボスの血統サンデーサイレンス系／（Almahmoud4×5=9.38%） | （血統表の出典） | （血統表の出典） |
| 父 *サンデーサイレンス Sunday Silence 1986 青鹿毛 アメリカ       | 父の父Halo 1969 黒鹿毛 アメリカ                                  | Hail to Reason 1958                                              | Turn-to          | Turn-to          |
| 父 *サンデーサイレンス Sunday Silence 1986 青鹿毛 アメリカ       | 父の父Halo 1969 黒鹿毛 アメリカ                                  | Hail to Reason 1958                                              | Nothirdchance    |                  |
| 父 *サンデーサイレンス Sunday Silence 1986 青鹿毛 アメリカ       | 父の父Halo 1969 黒鹿毛 アメリカ                                  | Cosmah 1953                                                      | Cosmic Bomb      | Cosmic Bomb      |
| 父 *サンデーサイレンス Sunday Silence 1986 青鹿毛 アメリカ       | 父の父Halo 1969 黒鹿毛 アメリカ                                  | Cosmah 1953                                                      | Almahmoud        |                  |
| 父 *サンデーサイレンス Sunday Silence 1986 青鹿毛 アメリカ       | 父の母Wishing Well 1975 鹿毛 アメリカ                            | Understanding 1963                                               | Promised Land    | Promised Land    |
| 父 *サンデーサイレンス Sunday Silence 1986 青鹿毛 アメリカ       | 父の母Wishing Well 1975 鹿毛 アメリカ                            | Understanding 1963                                               | Pretty Ways      |                  |
| 父 *サンデーサイレンス Sunday Silence 1986 青鹿毛 アメリカ       | 父の母Wishing Well 1975 鹿毛 アメリカ                            | Mountain Flower 1964                                             | Montparnasse     | Montparnasse     |
| 父 *サンデーサイレンス Sunday Silence 1986 青鹿毛 アメリカ       | 父の母Wishing Well 1975 鹿毛 アメリカ                            | Mountain Flower 1964                                             | Edelweiss        |                  |
| 母 ベガ 1990 鹿毛 北海道早来町                                   | 母の父*トニービン Tony Bin 1983 鹿毛 アイルランド                | *カンパラ Kampala 1976                                           | Kalamoun         | Kalamoun         |
| 母 ベガ 1990 鹿毛 北海道早来町                                   | 母の父*トニービン Tony Bin 1983 鹿毛 アイルランド                | *カンパラ Kampala 1976                                           | State Pension    |                  |
| 母 ベガ 1990 鹿毛 北海道早来町                                   | 母の父*トニービン Tony Bin 1983 鹿毛 アイルランド                | Severn Bridge 1965                                               | Hornbeam         | Hornbeam         |
| 母 ベガ 1990 鹿毛 北海道早来町                                   | 母の父*トニービン Tony Bin 1983 鹿毛 アイルランド                | Severn Bridge 1965                                               | Priddy Fair      |                  |
| 母 ベガ 1990 鹿毛 北海道早来町                                   | 母の母*アンティックヴァリュー Antique Value 1979 鹿毛 アメリカ   | Northern Dancer 1961                                             | Nearctic         | Nearctic         |
| 母 ベガ 1990 鹿毛 北海道早来町                                   | 母の母*アンティックヴァリュー Antique Value 1979 鹿毛 アメリカ   | Northern Dancer 1961                                             | Natalma          |                  |
| 母 ベガ 1990 鹿毛 北海道早来町                                   | 母の母*アンティックヴァリュー Antique Value 1979 鹿毛 アメリカ   | Moonscape 1967                                                   | Tom Fool         | Tom Fool         |
| 母 ベガ 1990 鹿毛 北海道早来町                                   | 母の母*アンティックヴァリュー Antique Value 1979 鹿毛 アメリカ   | Moonscape 1967                                                   | Brazen F-No.9-f  |                  |

### 近親の活躍馬
- 母ベガは桜花賞・優駿牝馬の勝ち馬。本馬も含め3頭の重賞勝ち馬を輩出したが、2006年に死亡。
- 母の全弟に京都記念を勝ったマックロウ（種牡馬）がいる。
- 全兄アドマイヤベガは東京優駿・京都新聞杯などの勝ち馬で、種牡馬。2004年に死亡。
- 半弟アドマイヤドン（父ティンバーカントリー）は朝日杯フューチュリティステークス・JBCクラシック3連覇など、G1級競走7勝。種牡馬。